# 遊行寺たま
遊行寺 たま（ゆぎょうじ たま）は、日本の漫画家。

## 作品リスト

### 連載
- Azrael's EDGE（『コミックZERO-SUM増刊WARD』、全1巻）
- +C sword and cornett（『コミックZERO-SUM』2008年6月号 - 2012年12月号[1]、全8巻）
- +C sword and cornett番外編（『ゼロサムオンライン』2013年6月 - 2014年1月、全1巻（APPENDix））
- テル・セル TERRESTRIAL+CELESTIAL（『コミックZERO-SUM』2014年3月号[2] - 2016年2月号[3]、全3巻）
- ファイアーエムブレムif ニーベルングの宝冠（原案協力：任天堂株式会社 株式会社インテリジェントシステムズ「ファイアーエムブレムif ニーベルングの宝冠」[4]、『コミックZERO-SUM』2017年3月号[5] - 2018年8月号、全2巻）
- 禍つヴァールハイト ひとつきりの魔導書（『コミックZERO-SUM』2020年3月号[6] - 2020年8月号[7]、全1巻） - 短期集中連載[6]
- 貧乏令嬢の勘違い聖女伝 〜お金のために努力してたら、王族ハーレムが出来ていました!?〜（原作：馬路まんじ、『コミックZERO-SUM』2021年1月号[8] - 2023年10月号[9]、全4巻）
- 樹海の魔女（『コミックZERO-SUM』2025年5月号[10] - ）

### 読切
- 10年の箱庭（『コミックZERO-SUM』2002年8月号）
- 郵便飛行士と雲の轍（『コミックZERO-SUM』2003年8月号）
- 宇宙侍慎之介さん（『コミックZERO-SUM』2004年3月号）
- 水もたらす竜の姫（『コミックZERO-SUM』2004年11月号）
- True Calling マキーナ通りのエリー（『コミックZERO-SUM増刊WARD』vol.07）
- snow+script（『コミックZERO-SUM』2007年8月号）
- 刻の棺のイージス（『ゼロサムオリジナルアンソロジーシリーズArcana』(4)【吸血鬼】）
- 悪役令嬢、断罪前緊急36時間（原作：三香、『悪役令嬢ですが、幸せになってみせますわ! アンソロジーコミック』12）

### その他
- 週刊マンガ世界の偉人 第76号 オスカー・シンドラー

## 寄稿
- 『コミックZERO-SUM』創刊15周年記念小冊子（『コミックZERO-SUM』2017年5月号[4]） - イラスト[4]